# 西武新宿駅

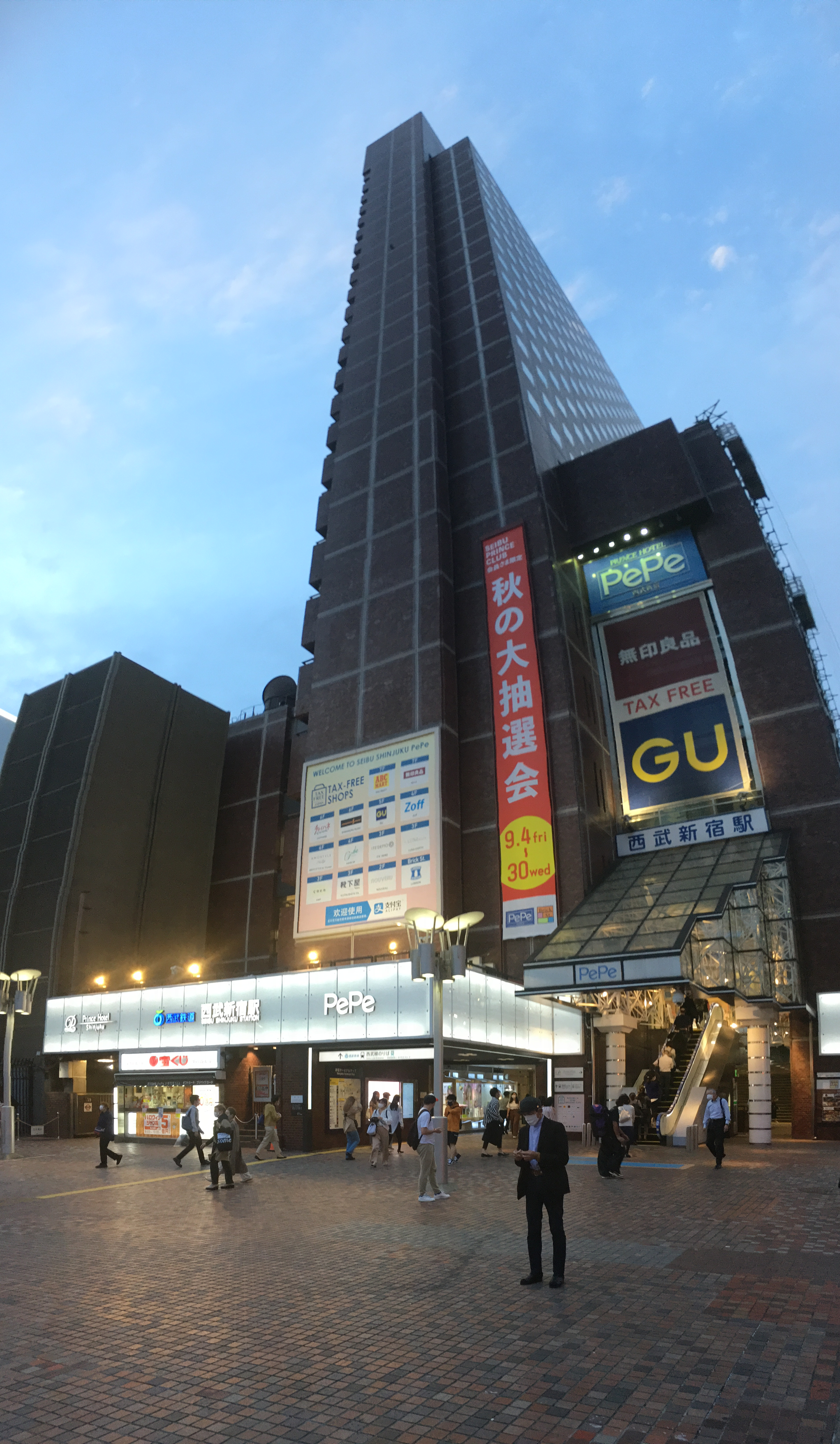
駅ビル（2020年9月）

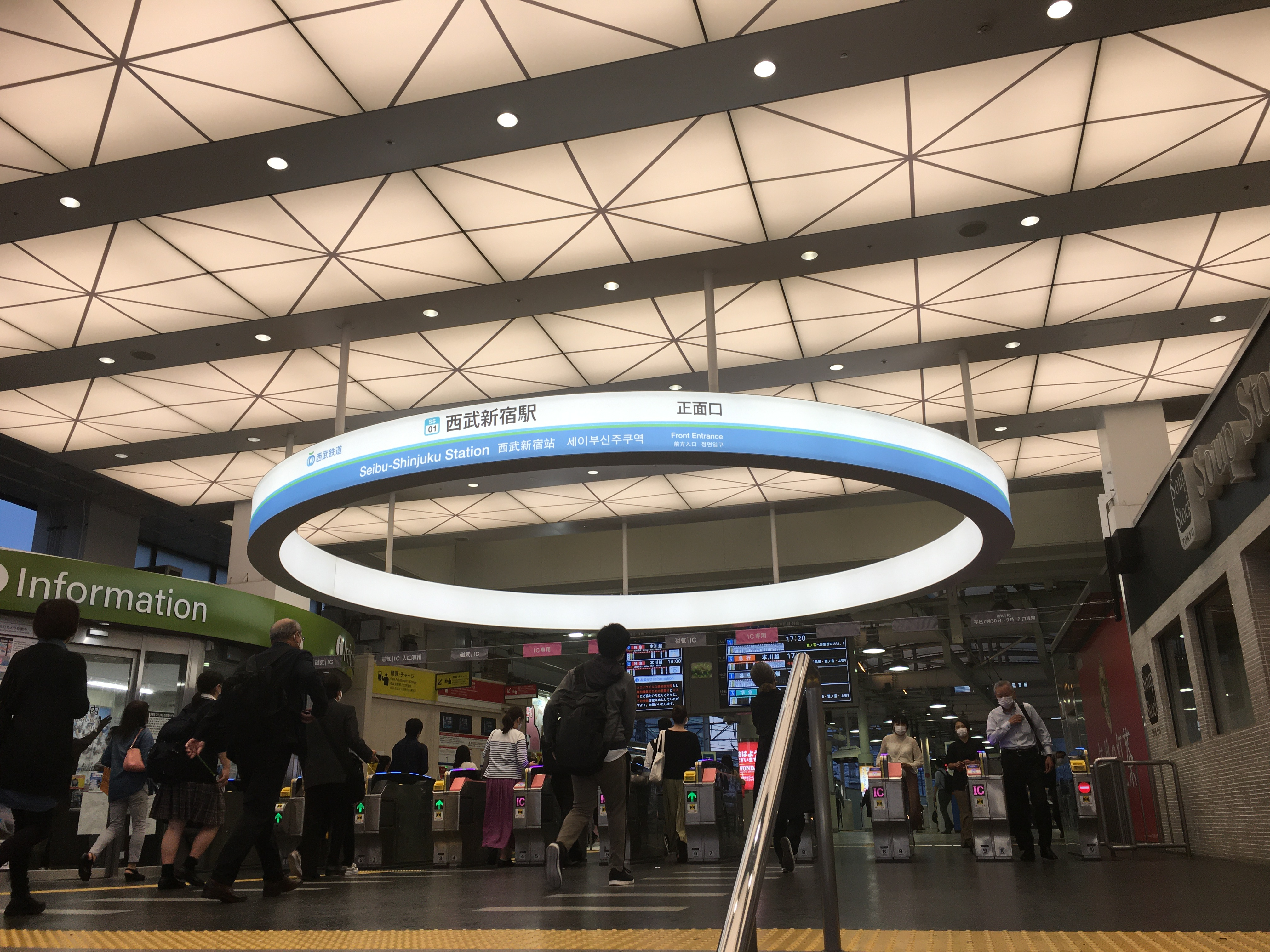
改札（2020年9月）

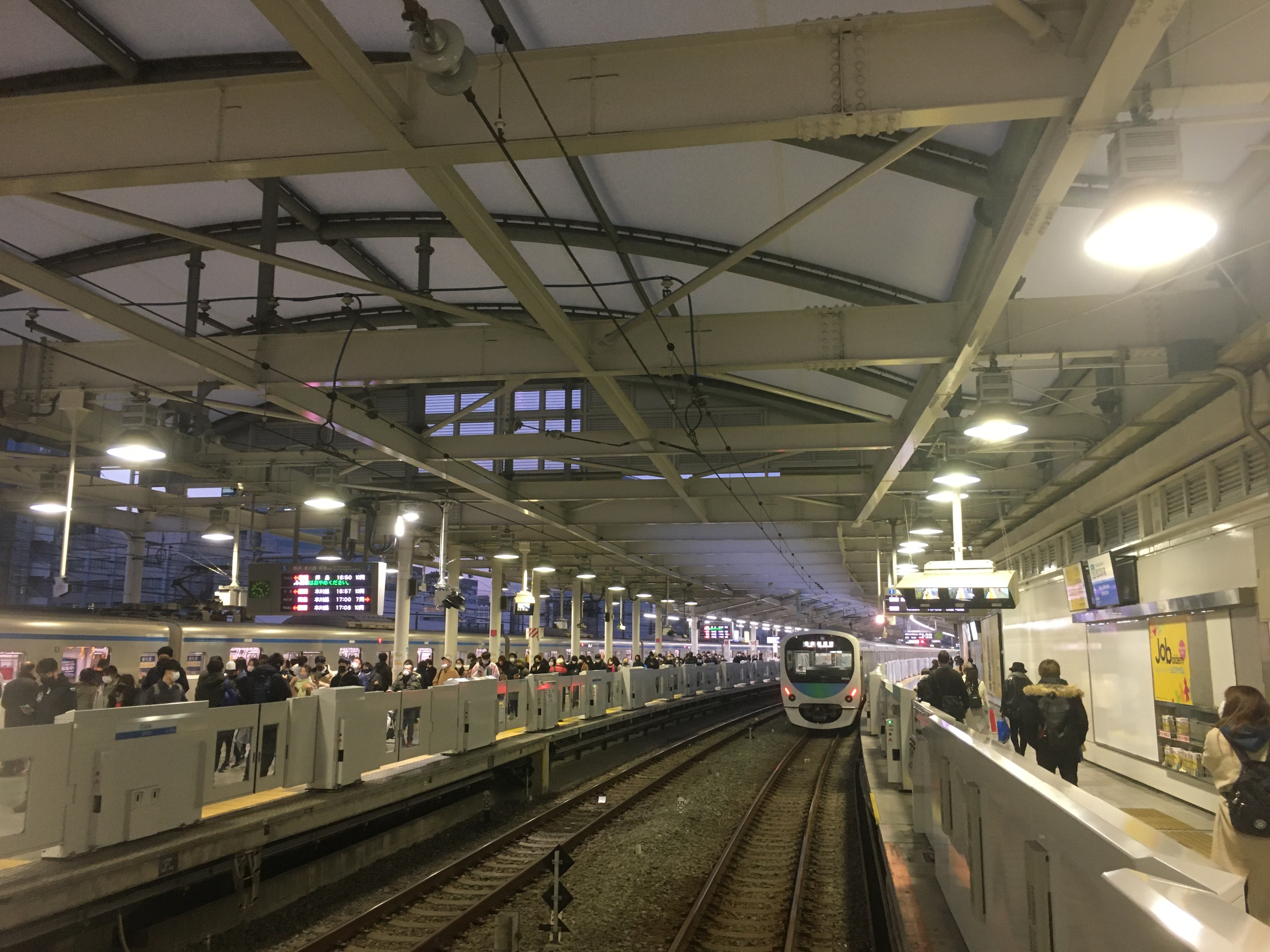
ホーム（2021年12月）

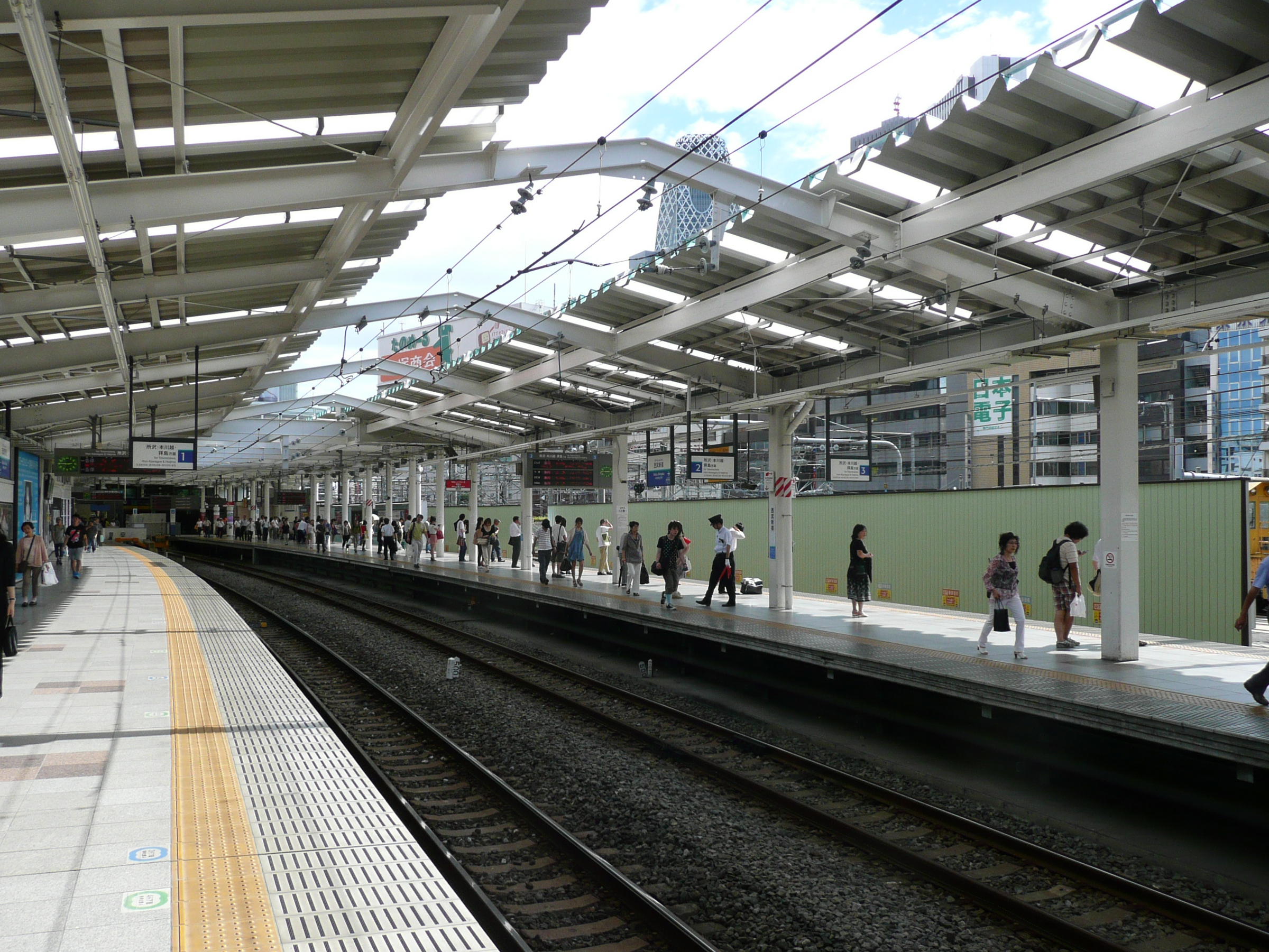
ホーム（2012年7月）

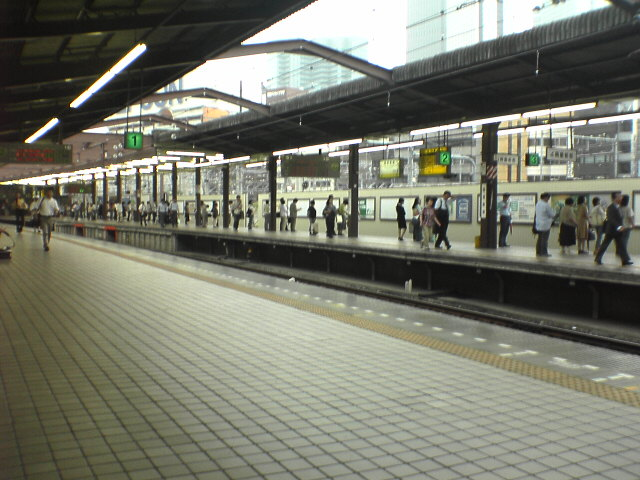
リニューアル工事前のホーム（2005年6月）

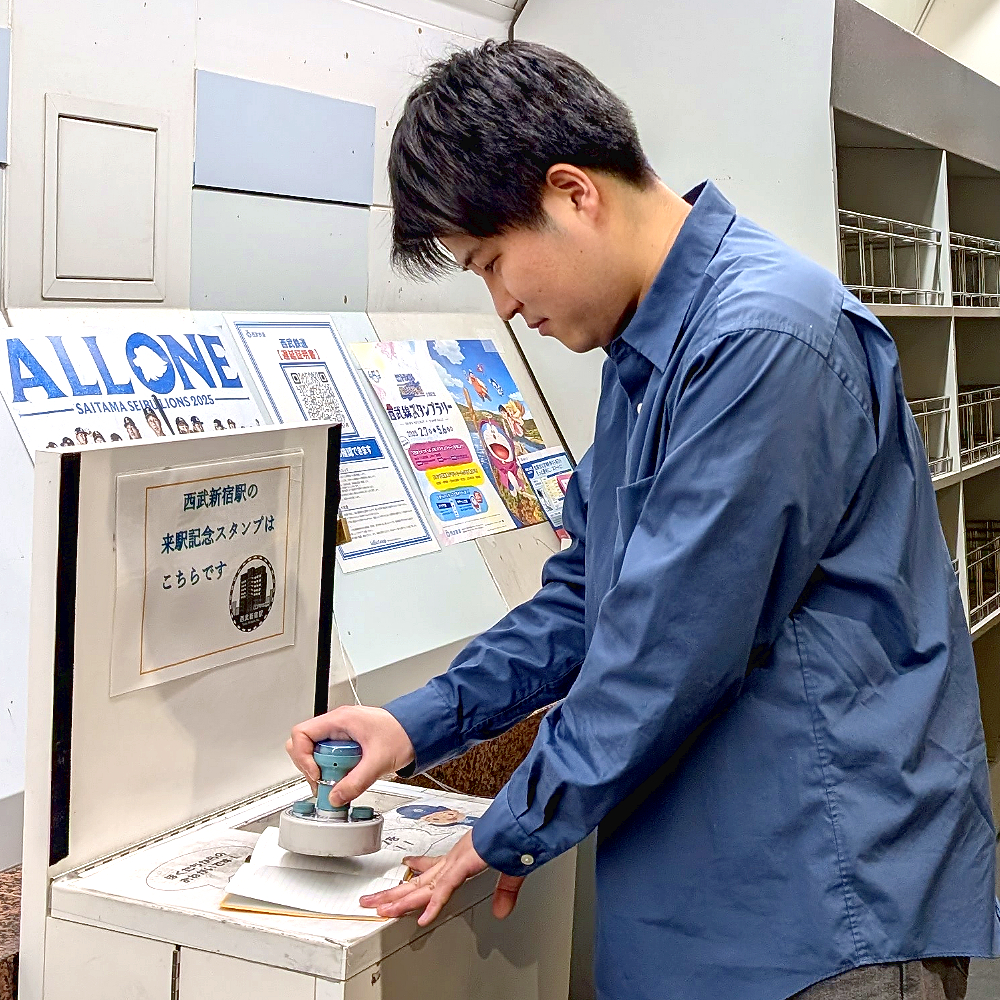
構内の駅スタンプ

西武新宿駅（せいぶしんじゅくえき）は、東京都新宿区歌舞伎町一丁目にある、西武鉄道新宿線の駅。同線の起点で、駅番号はSS01。

## 概要
西武新宿駅は、東日本旅客鉄道（JR東日本）や他の大手私鉄や地下鉄の新宿駅から見て北東の歌舞伎町にあり、徒歩圏内ではあるが数百メートル離れている。そのため、他路線との乗り換えが容易な隣の高田馬場駅の方が利用者数が多い。西武鉄道の駅の中では、池袋駅（西武池袋線）・高田馬場駅に次ぐ利用がある。
西武新宿駅は、高田馬場 - 本川越駅間を結んでいた旧西武鉄道村山線（現・西武鉄道新宿線）が国鉄新宿駅まで延伸する過程で仮駅として誕生し、新宿線の新宿駅乗り入れの中止とともに恒久的ターミナル駅となった歴史を持つ。
京成電鉄本線の京成上野駅、京浜急行電鉄本線の泉岳寺駅などとともに、山手線より内側にある数少ない私鉄（東京メトロを除く）の駅となっている。

### 新宿乗り入れ計画
旧西武鉄道の終点だった高田馬場駅は山手線以外に接続路線がなかったため、さらに都心部へと延長する計画は第二次世界大戦前からあった。戦前は早稲田まで延長して市電と接続させようとし、この区間の免許も受けていたが実現せずに終わった。戦後は国鉄新宿駅への延伸を目指すこととなった。
山手線と並行する高田馬場 - 新宿間に免許が下りたことは当時としては異例であり、次のような逸話が残っている。戦後、千葉県内に敷設されていた陸軍鉄道連隊施設（現在の京成電鉄松戸線）の払い下げにおいて、いったんは西武鉄道が引き受けることに決まった。ところが「千葉県内は京成」という行政側の判断で、一転して京成電鉄に譲られることになった。その代替として西武鉄道にとって悲願である高田馬場 - 新宿間に対し免許が与えられたという。
別説として、鉄道アナリストの広岡友紀によると、民鉄路線を山手線内側へ入れないという政策がある中で西武鉄道に高田馬場 - 新宿間の免許が交付されたのは、終戦直後に運輸省が西武に資材の一部を放出させた見返りだという。西武は戦中戦後に払い下げ品によって車両増備をしていたが、戦後の混乱期には多くの鉄道事業者が資材不足に悩んでいた。

### 仮駅としての開業
1948年に高田馬場 - 新宿間の免許を取得した西武鉄道は、村山線を高田馬場駅から新宿駅まで延伸することとなった。西武鉄道が運輸大臣に対して1965年（昭和40年）2月17日付で提出した「新宿駅乗入に関する申請書取下げ願書」では「西武新宿線は国鉄新宿駅東口迄の延長を昭和23年3月29日附でご免許を受けたものでありまして、その全線建設は昭和27年3月25日開業の高田馬場―西武新宿仮駅間の工事と同時に実施する様希望して居つたのであります。しかるところ現国鉄新宿駅東口の民衆駅舎建築が当時既に企画されて居つたため、関係当局より同ビルの建設時迄、当社線の東口乗入れを待つ様にとの勧告を受け、その時期迄待つた次第であります。」としている。西武新宿仮駅の開業に伴い、当時「西武線」もしくは「村山線」と呼ばれていた路線は「新宿線」と改称された。西武新宿駅は仮駅のまま営業を続け、新宿駅東口の民衆駅（現在のルミネエスト新宿）の具体化を待っていた。
元々、当駅の周辺は角筈と呼ばれた地域だった。当駅の場所には都営バスの新宿車庫があった。西武新宿駅（角筈） - 新宿駅間は元々、同社が1951年まで所有していた新宿軌道線（西武軌道線、新宿 - 荻窪間、後の都電杉並線）の休止区間を東京都に譲渡せずそのまま免許線として保有し、また軌道も長年放置されていた。この軌道跡の所有権を根拠に、ゆくゆくは新宿駅まで延伸する計画だった。
新宿東口駅舎を取り壊して民衆駅を建設する計画は、1950年の日本停車場株式会社の出願以降、1952年の髙島屋の出願等が相次いだ。髙島屋に対抗するため新宿三丁目を拠点とする伊勢丹等も出願し、西武も伊勢丹等の計画に参加し、数社による競願となった。新宿歴史博物館の「ステイション新宿」に掲載された新宿駅ビル設計図を、西武線新宿駅乗り入れの構想図として取り上げる鉄道趣味誌等があるが、これは「百貨名店街ビル株式会社」という民衆駅の競合会社の一つが作成した構想の図面であり、実際に建設されたものとは異なる。
国鉄の諮問機関であった民衆駅等運営委員会は、1956年8月に競願者は話し合えとの中間答申を出し、一本化の動きとなった。1958年には、一本化が成り、株式会社新宿交通文化センターが設立され、髙島屋、伊勢丹、西武、地元資本等が均等に出資することとなった。また、駅ビルの基本方針として「地下鉄、西武鉄道の乗り入れも、本計画の一環として包含」することとなり、「西武鉄道に対しては、その専用部分は、西武鉄道の負担を受け、旅客公衆部分については、当社と半額ずつ分担する」こととされた。新宿交通文化センターは、1959年に社名を「株式会社新宿ステーションビルディング」に改称している。
1961年3月15日付の『社内報西武』には、西武新宿線の新宿駅乗り入れ決定と、具体的な駅ビルの計画が報じられていた。これによると、1階に駅ホールと西武新宿駅出改札室と駅務室、2階に西武駅務室と建物外にホーム一面、3階に西武駅長室その他が設置される。また「駅ホームはビル外にできるので、伊勢丹の方から見ると当社の電車が真正面から見えるようになる」とされている。
1961年8月1日に国鉄と株式会社新宿ステーションビルディングは「新宿東口民衆駅の建設に関する協定書」を締結した。この中で、西武鉄道の乗り入れに伴う駅本屋建物等に係る工事概算額として56,250千円を西武鉄道が負担することが決められた。
東建工 2号「特集：新宿東口民衆駅」及び「建築界」1964年8月号「新宿東口民衆駅・新宿駅東口地下駐車場」に掲載されたビル竣工時の図面によると、3階に西武駅務室、2階に改札、ホーム事務室、出札室、1階に改札、出札室が設置されることとされている。
「実はこのときの計画の痕跡が今も残っている。ルミネエストの建物は1階の天井が高く、2階はかなり低い。1階の吹き抜けもやたらと広い。かつての設計図を見ると、このフロアの形が西武線乗り入れ計画の名残だとわかる。」。と、駅ビルの1階から2階にかけての吹き抜けを西武線ホームの「名残」とする説があるが、前述の1961年3月15日付『社内報西武』には「駅ホームはビル外にできる」とされている他、『建築界』1964年8月号「新宿東口民衆駅・新宿駅東口地下駐車場」に掲載されたビル竣工時の図面にもビル外のホームとビル吹き抜けはそれぞれ独立して設置されており、吹き抜けは「西武線乗り入れ計画の名残」ではないことを確認することができる。
また、東京都公文書館は、所有する「株式会社新宿ステーションビル事業案内」の一部図面等をフェイスブックで公開しているが、それを見ても西武線ホームがビルの外にあり、ホームと関係なく吹き抜けが設置されていることが分かる。

### 新宿駅乗り入れ中止
1964年、国鉄新宿駅東口に「新宿ステーションビル」が完成した。ビル2階は西武線乗り入れを考慮した構造となっていて、西武鉄道の長谷部和夫常務取締役運輸計画部長（当時）は「電車はステーション・ビルの北西の角までいく予定だったのですが，ビルには旅客用の入口の穴があいていまして，中に改札のラッチまで入れてありました。高架橋の基礎もいくつかつくったはずです。」と語っている。
西武鉄道の「新宿駅乗入に関する申請書取下げ願書」では、乗り入れ中止の理由として「当時西武新宿線の旅客輸送は他の近郊電車と同様将来とても六輛編成で足るとされたものでありますが、その後輸送量　特に高田馬場以西に於ける増加は急上昇を来たし、近い将来八輛編成の運行は必至の事態となつたのであります。そのため新宿乗入ホームも八輛編成に応じて延伸する様企画を変更し、その先端付近を拡巾するため国鉄山手貨物線側の用地使用の増大及び反対側併行道路の車道部分の縮小乃至は上空使用の拡大等について長時日に亘り再三再四交渉を重ねて参つたのであります。これ等については関係各当局に於ても出来る限りの便宜を与えられる様努力せられたのでありますが、諸種の事情によりホーム巾を充分拡大することが出来ない儘八輛用のホームとして工事施工認可を申請したのであります。」「当社申請の新宿東口駅はそのホームは１本で而も先端附近は相当長い部分が狭小でありますため、監督局より八輛ホームとしては危険多く不適当なる旨指摘されたのであります。一方新宿線の輸送量は前記の通り八輛編成を絶対必要とし、又混雑時の運行間隔から見るとき高田馬場或は歌舞伎町駅(現西武新宿仮駅)での車輛分割は到底出来ませんので、以上のような経緯もあり、これまでの 先行投資も少なくありませんが遺憾ながら東口への乗入を断念せざるを得ない状態となったのであります。」としている。なお、1965年3月16日付の朝日新聞でも「運輸省が建設計画に難色を示したのが断念の理由」と報じている。国鉄本社停車場課の菅原操・今泉清一は「西武鉄道は、現在の西武新宿駅から国鉄線に平行して延伸し、青梅街道を架道橋で渡り、道路及び東口駅前広場の歩道上は高架構造とする。この上にホームを1面（8両編成）新設して民衆駅の2階のレベルとし、客扱はホームの終端部分にある民衆駅構内で扱う予定である。」と記しており、ステーションビル開業後も西武の8両編成のホーム計画が国鉄の関係部署に共有されていたことを示している。
西武新宿線が新宿駅乗り入れを断念した本当の理由には異説もある。現在の西武鉄道の創始者である堤康次郎の側近だった中嶋忠三郎によると、戦時中に東京西南部の私鉄を次々に東京急行電鉄（大東急）に組み入れた五島慶太は、旧西武鉄道（現在の西武新宿線など）も狙っていた。1944年（昭和19年）に堤康次郎は旧西武鉄道、武蔵野鉄道、食糧増産の3社を合併する申請を出したが、五島と手を結んだ鉄道総局長官の堀木鎌三は許可を出さず、さらに西武系を分割するように圧力をかけてきた。堤はこの交通統制に懲りて西武鉄道の都心乗り入れを一切止めたという。中嶋は新宿東口までの延伸を主張したが、堤の意向で歌舞伎町の所で切られた。
西武新宿線が新宿駅まで乗り入れていないのは、新宿駅東口の駅ビル建設に西武グループが反対していたからだという説もある。当時、まだ小規模であった西武百貨店池袋本店のある池袋に、当時百貨店として強力な力をみせていた三越・伊勢丹が池袋進出を検討していた。このうち新宿に本店を擁していた伊勢丹では東口駅ビルへの髙島屋の新宿進出が取りざたされていて絶対阻止の構えであった。そこで伊勢丹が池袋出店計画をやめる代わりに西武が高島屋の新宿出店を反対するという取引が交わされ、駅ビル建設に反対する立場になった西武は新宿駅へ乗り入れなくなったとする。ただし、前述の国鉄発行の「東建工」2号や、西武鉄道の「新宿駅乗入に関する申請書取下げ願書」にもあるように、実際には西武鉄道は新宿駅民衆駅ビル建設にあたり乗り入れのための費用負担までしている。また、当時の雑誌記事によると「西武と伊勢丹の関係は意外に深い。一つの見方には相互の不可侵条約を云々するのもいる。伊勢丹が池袋に敷地を持っているがこれは建てない。そのかわり西武は新宿に手を出さないという平和条約である。その意味からか、西武は新宿に電車を乗り入れても建物そのものには手を出さない、という条件が附されている。」としており、広岡の説とは異なっている。

### 乗り入れ中止後の処理
1965年3月25日に西武鉄道乗り入れ中止が決定されたのち、1967年3月24日に新宿ステーションビルが西武鉄道乗り入れ予定地を買い取り、同年9月25日に乗り入れ跡地改造工事が竣工した。

### ターミナルとなってから
1977年3月3日、現在の位置にプリンスホテルとショッピングモールを取り込んだ地上25階・地下4階の駅ビルが完成。西武新宿駅はホーム2本、10両編成用発着線3本を有する恒久的ターミナルとなり、西武の新宿駅東口への乗り入れは完全に消えた。1980年10月には北口が開設された。

### 新宿線複々線化計画
1980年代になって、西武新宿線の混雑を緩和する目的で、西武新宿 - 上石神井間に地下急行線を建設する計画が立てられた（西武新宿線#複々線計画を参照）。計画では地下線の西武新宿駅は現在の駅 (-1.97 km) よりJR新宿駅寄り（-2.23 km、乗降場中心）になる、新宿プリンスホテルと丸ノ内線メトロプロムナードまでの間に設けられ、新宿駅各路線との乗り換えが便利になる計画であった。地下駅は有効長210 mの島式ホームで、駅舎は地下2階に設け、道路直下の地下1階はメトロプロムナードと靖国通り下の新宿サブナードを結ぶ連絡通路となる予定だった。工事費の増大や輸送量の減少により、1990年代に計画は凍結され、2021年には都市計画からも削除された。

### バブル時代の再度の新宿南口延伸計画
時はバブル時代の1980年代末、新宿駅南口の貨物駅跡地（現：タカシマヤタイムズスクエア）に百貨店の建設構想が浮上した。同地域への出店を目指して西武百貨店は1989年に、西武新宿駅から大深度地下線を建設して南口まで延伸させる計画とともに競争入札に挑んだが、歌舞伎町商店街の反対などもあり、さらなる好条件を示した髙島屋に敗れ、実現しなかった。

## 歴史

### 1980年 - 現在
- 1980年（昭和55年）
  - 3月17日 - 列車種別が増えるダイヤ改正に伴い、旅客サービスの一環としてホーム・東口中央改札口正面の改札内の2か所に幕式による発車ごあんない表示機を設置。
  - 10月11日 - 北口を開設[16]。
  - 11月21日 - 高架下に商業施設「アメリカン・ブルバード」が開業[16]。
- 1982年（昭和57年）4月1日 - PRC導入｡
- 1980年代初期（時期不明） - 硬券による乗車券類発売終了。自動券売機発売の裏が白いきっぷ（軟券）に更新。
- 1988年（昭和63年）4月1日 - きっぷ売り場の券売機を東口中央改札側・北口どちらもレオカード対応に全て更新。自動改札機非対応の裏が白い乗車券類は自動改札対応の裏が茶色の磁気化券に統一。レオカード発売機導入。
- 1991年（平成3年） - 自動改札機導入。
- 1993年（平成5年）
  - 2月10日 - マップ型回数券発売対応自動券売機導入。乗車券類では唯一、磁気化券ではなかった回数券も裏が黒色の磁気化券に更新（多摩川線のみ、2002年まで非磁気回数券で残った）。
  - 幕式による発車ごあんない表示機をLED式に更新。
- 1996年（平成8年） - 改札内特急券売り場窓口の半分を窓口から特急券券売機2台に改修。
- 1998年（平成10年）9月1日 - 終電後、東口中央改札側きっぷ売り場を全面改修。マップ型回数券発売対応自動券売機以外の従来の自動券売機を全て更新。同時に北口もきっぷ売り場は未改修のまま、マップ型回数券対応自動券売機以外の自動券売機を全て更新。全て裏が茶色のものから裏が黒色の磁気化券に更新。定期券券売機導入。
- 1999年（平成11年） - パスネット導入に先駆けて、自動改札機を更新。
- 2003年（平成15年） - SFレオカード発売機更新。
- 2004年（平成16年） - マップ型回数券発売対応券売機をタッチパネル式券売機に更新。
- 2006年（平成18年） - LED式発車ごあんない表示機を新しいものに更新。
- 2007年（平成19年）
  - 2月1日 - AED導入。
  - PASMO導入に伴い、SFレオカード販売機撤去。
  - 東口中央改札側一部自動改札機がPASMO専用に更新。
- 2008年（平成20年）
  - 3月15日 - 新宿駅発着のJR東日本・京王・小田急の各路線と定期券のみ連絡運輸を開始。
  - 北口きっぷ売り場全面改修。
  - 定期券券売機更新。
- 2009年（平成21年）
  - 3月14日 - 高田馬場 - 西武新宿（JR新宿）間の特殊連絡定期券「Oneだぶる♪」発売開始。
  - 9月1日 - 東口中央改札側きっぷ売り場と北口の従来の券売機をタッチパネル式券売機にすべて更新。
  - LED式発車ごあんない表示機の種別表示部分をフルカラーLEDに更新。
- 2013年（平成25年）3月16日 - 同日から発売される「西武横浜ベイサイドきっぷ」など、東京メトロ副都心線経由東急東横線・みなとみらい線ほか東急電鉄方面へのフリーきっぷに限り、副都心線新宿三丁目駅との接続駅となる。
- 2020年（令和2年）3月11日 - 2番線のホームドアの使用を開始[18]。

## 駅構造
日本最大級の歓楽街・歌舞伎町の西端に立地する当駅は、新宿駅（JR・京王（京王線新宿駅）・小田急）から見て靖国通りを挟んだ北北東に位置し、直線距離でおよそ 350 - 700 m 離れている。並行するJR山手線の新宿駅 - 新大久保駅間の中間付近、中央本線が西方に分岐していく地点に存在しており、実態として「新宿駅とは別の駅」 である一方、比較的近い東京メトロ丸ノ内線（新宿駅）と都営地下鉄大江戸線（新宿西口駅）とは相互に連絡駅となっている（連絡運輸）。ただし定期券については各線新宿駅との間でも連絡運輸を行っている（ただし、都営地下鉄の連絡運輸は新宿西口駅のみであり、都営新宿線新宿駅および大江戸線新宿駅は取り扱われていない。他方、都営新宿線と共用駅扱いとされる京王新線の新線新宿駅は取り扱われている）。新宿駅・新宿西口駅・新宿三丁目駅との間には巨大な地下通路・地下街網が張り巡らされている。このうち、東京メトロ副都心線新宿三丁目駅については、2013年3月16日から発売される「西武横浜ベイサイドきっぷ」などのフリーきっぷに限って、接続駅として扱われる。ちなみに、新宿サブナード・メトロプロムナードから丸ノ内線・副都心線新宿三丁目駅経由で都営新宿線新宿三丁目駅、甲州街道ガード下・バスタ新宿・JR新宿ミライナタワー・タカシマヤタイムズスクエアまで屋根が続いており、雨や雪に濡れることなく移動できる。都営新宿線と直接乗り換える場合は新線新宿駅を利用するよりも新宿三丁目駅を利用する方が近い。
前述したが、新宿線を高田馬場駅から新宿駅へ乗り入れさせる計画があり、当駅は仮駅として開業した。その後計画が頓挫し、1977年（昭和52年）3月3日に仮駅を本駅とした。
改札は正面口と北口の2か所。正面口には駅事務室のほか、定期券うりば、特急券うりばなどがある。開設時間は初電から終電までである。2005年度にバリアフリー化工事を実施したことで、エレベーターとスロープが整備されている。また、改札口有人通路は「ご案内カウンター」としている。2008年度より、ホーム屋根およびホーム床や北口旅客トイレ改修などのリニューアル工事が行われている。続いて正面口改札側のトイレのバリアフリー化改築を行い、段差を解消した。
これに対し、北口改札はエレベーター、エスカレーターともに設置されていない。また、駅員も常駐していないため、インターホンで対応している。開設時間は7:00 - 終電までである。
トイレは南口、北口各改札内にある。このうち多機能トイレは南口改札内に設置されている。
JR線高田馬場 - 新宿間と西武線高田馬場 - 西武新宿間の両方が利用可能な特殊連絡定期券「Oneだぶる♪」（PASMO定期券）が2009年3月14日から発売されている。
小田急発売の「小江戸・川越フリークーポン」・西武発売の「箱根フリーパス」などは、当駅と小田急の新宿駅が接続駅となっている。ただし乗り換えには10分以上を要する。

### 新たな地下通路の計画
新宿区は#新宿線複々線化計画の都市計画廃止に伴い、その地下1階に計画されていた連絡通路のみを整備し、新宿サブナード北側に整備済みの東京都市計画道路 特殊街路 新宿歩行者専用道第4号線の区間を取り込んで東京都市計画通路 新宿駅北東部地下通路線とする都市計画変更手続きを進めている。
これを受け、西武鉄道は2021年4月26日に「西武新宿駅と東京メトロ丸ノ内線新宿駅をつなぐ地下通路」の事業予定者として、整備に向けた検討・協議を進めることを明らかにした。この通路の新設により、西武新宿駅と東京メトロ丸ノ内線新宿駅の乗り換え時間が11分→5分と半分以下に短縮される。

### 駅ビル
駅ビルには専門店ビル西武新宿PePe（地下2階 - 8階）・新宿プリンスホテル（それより上および1階・地下1階）、飲食店中心の「Brick St.」（ブリックストリート、1階駅ビル外側） が入居する。西武新宿PePeおよびBrick St.の出店店舗の詳細は公式サイト「西武新宿PePe」を参照。
地下で接続する「新宿サブナード」は、駅ビル完成以前の1973年に既に開業しており、2023年に50周年を迎えた。

### のりば

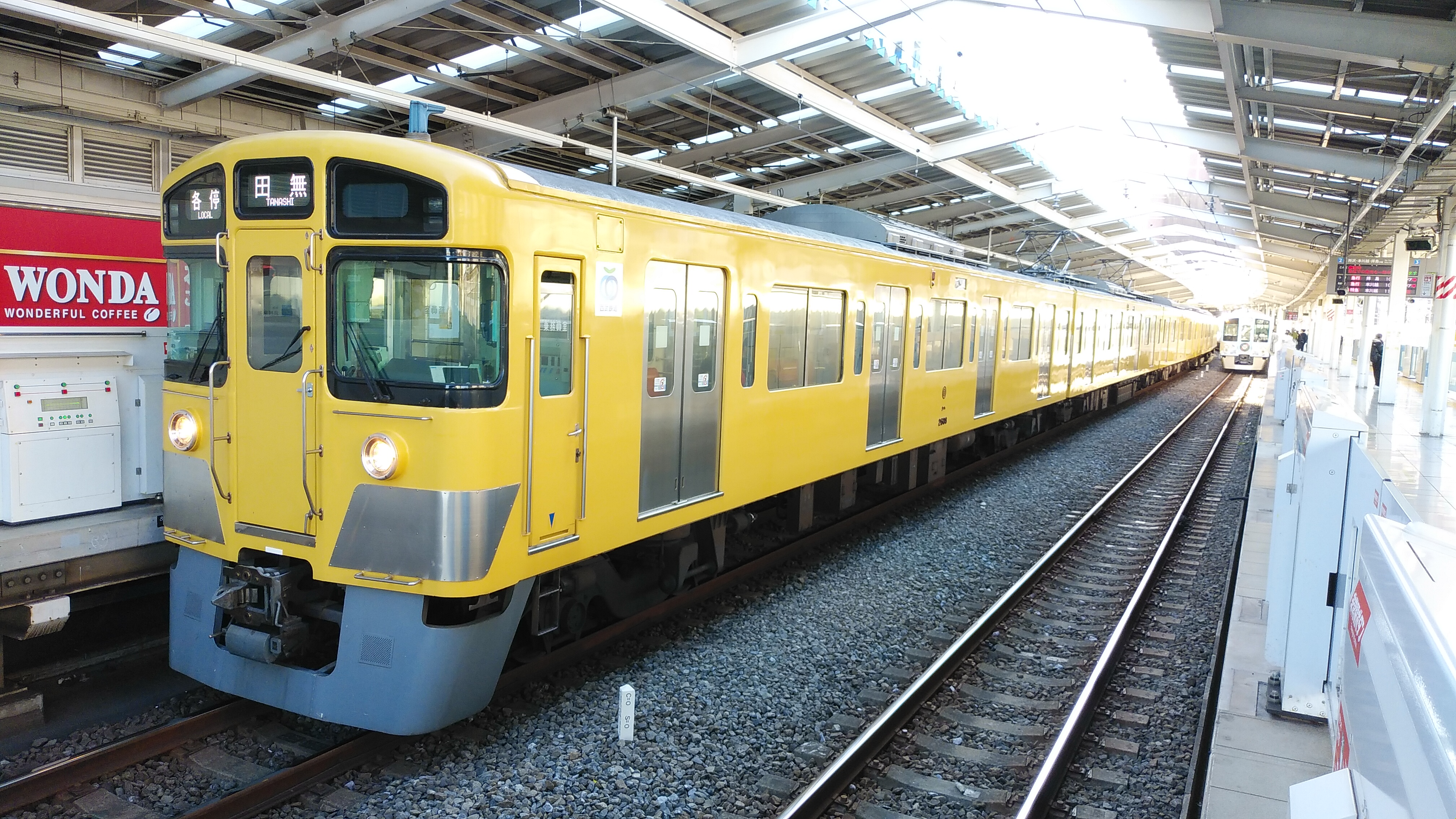
2番ホームより1番ホーム停車中の車両を撮影

頭端式ホーム2面3線を有する高架駅である。1番ホームは単式、2・3番ホームは島式になっており、いずれも有効長は10両分である。平日17:30 - 21:00に発車する急行・準急については整列乗車を実施しており、到着した列車の乗客を全員降ろした上で一旦閉扉し、改めて開扉して利用者を乗せるようにしている。ただし、ダイヤ乱れの場合はこの扱いを中止することもある。
ホームドアが2020年3月から順次設置され、特急レッドアローや52席の至福などの発着に対応するため、異なる乗降ドアの位置に対応した長尺多段式の大開口ホームドアを設置した。
| ホーム | 主な種別                                   | 備考                                             |
| ------ | ------------------------------------------ | ------------------------------------------------ |
| 1      | ■各駅停車                                  | 早朝・日中通勤時間帯外・深夜は2・3番ホームも使用 |
| 2      | ■特急「小江戸」・■拝島ライナー・ ■快速急行 | 特急・拝島ライナー・快速急行はこのホームで固定   |
| 3      | ■急行・■準急                               | 早朝・平日朝は1・2番ホームも使用                 |

- 発着列車は原則で、平日の朝や早朝・深夜などに変わる場合がある。
- 1993年までは特急は1番ホームに発着していた（他種別と併用）。

## 利用状況
2024年（令和6年）度の1日平均乗降人員は147,390人である。西武鉄道全92駅の中では池袋駅、高田馬場駅に次ぐ第3位。当駅は新宿駅と距離があることから、JR山手線・東京メトロ東西線との乗り換えが可能な高田馬場駅の乗降人員が多い。
各年度の1日平均乗降・乗車人員の推移は下表の通りである。
| 年度               | 1日平均 乗降人員 | 1日平均 乗車人員 | 出典     |
| ------------------ | ---------------- | ---------------- | -------- |
| 1990年（平成02年） |                  | 120,871          | [ * 1 ]  |
| 1991年（平成03年） |                  | 122,650          | [ * 2 ]  |
| 1992年（平成04年） |                  | 118,452          | [ * 3 ]  |
| 1993年（平成05年） |                  | 115,808          | [ * 4 ]  |
| 1994年（平成06年） |                  | 113,000          | [ * 5 ]  |
| 1995年（平成07年） |                  | 111,189          | [ * 6 ]  |
| 1996年（平成08年） |                  | 111,964          | [ * 7 ]  |
| 1997年（平成09年） | 211,741          | 111,175          | [ * 8 ]  |
| 1998年（平成10年） | 205,757          | 108,452          | [ * 9 ]  |
| 1999年（平成11年） | 202,606          | 106,691          | [ * 10 ] |
| 2000年（平成12年） | 201,444          | 105,907          | [ * 11 ] |
| 2001年（平成13年） | 203,988          | 106,992          | [ * 12 ] |
| 2002年（平成14年） | 201,110          | 104,941          | [ * 13 ] |
| 2003年（平成15年） | 199,735          | 103,785          | [ * 14 ] |
| 2004年（平成16年） | 196,849          | 102,107          | [ * 15 ] |
| 2005年（平成17年） | 195,171          | 101,091          | [ * 16 ] |
| 2006年（平成18年） | 195,903          | 101,369          | [ * 17 ] |
| 2007年（平成19年） | 188,184          | 98,534           | [ * 18 ] |
| 2008年（平成20年） | 184,118          | 96,247           | [ * 19 ] |
| 2009年（平成21年） | 179,766          | 93,902           | [ * 20 ] |
| 2010年（平成22年） | 173,328          | 91,208           | [ * 21 ] |
| 2011年（平成23年） | 170,822          | 90,069           | [ * 22 ] |
| 2012年（平成24年） | 172,907          | 90,999           | [ * 23 ] |
| 2013年（平成25年） | 175,244          | 91,910           | [ * 24 ] |
| 2014年（平成26年） | 172,326          | 90,372           | [ * 25 ] |
| 2015年（平成27年） | 175,357          | 91,888           | [ * 26 ] |
| 2016年（平成28年） | 177,111          | 92,792           | [ * 27 ] |
| 2017年（平成29年） | 180,884          | 94,677           | [ * 28 ] |
| 2018年（平成30年） | 184,573          | 96,600           | [ * 29 ] |
| 2019年（令和元年） | 183,666          | 95,945           | [ * 30 ] |
| 2020年（令和02年） | 121,462          |                  |          |
| 2021年（令和03年） | 122,945          |                  |          |
| 2022年（令和04年） | 135,139          |                  |          |
| 2023年（令和05年） | 143,181          |                  |          |
| 2024年（令和06年） | 147,390          |                  |          |

## 駅周辺
当駅は日本最大の歓楽街である歌舞伎町の最西端に位置している。JR新宿駅とは400メートルほど離れているため、乗り換えには靖国通りを渡って徒歩で10 - 15分ほどを要する。

### 正面口
新宿靖国通りに面した大ガード傍で繁華街が広がっている。
- 歌舞伎町
  - 新宿区役所
    - 新宿区役所内郵便局

  - 新宿東宝ビル
    - ホテルグレイスリー新宿
    - TOHOシネマズ新宿

  - 東急歌舞伎町タワー
    - 109シネマズプレミアム新宿

  - 新宿ゴールデン街
- 靖国通り（東京都道302号）
  - 新宿サブナード - 西武新宿駅（地下2階）と新宿通り地下連絡通路とを結ぶ地下ショッピングモール。
  - 新宿伊勢丹メンズ館
  - 丸井 (MEN)
  - 花園神社
- 新宿通り（東京都道430号）
  - 新宿駅東口 - 徒歩5 - 6分・新宿通り経由
    - ルミネエスト新宿（旧称・新宿ステーションビル・新宿マイシティ）

  - 新宿アルタ
    - スタジオアルタ

  - ヨドバシカメラ マルチメディア新宿東口
  - ビックカメラ 新宿東口店
  - 新宿高野
  - 紀伊國屋書店 本店
  - ビックロ（元・新宿三越、現・ビックカメラ新宿東口店）
  - 丸井（YOUNG・CITY・IN THE ROOM・FIELD）
  - 伊勢丹新宿本店 本館
- 新宿大ガード
  - 新宿駅西口（徒歩7・8分、新宿大ガード経由）
  - 都営大江戸線新宿西口駅（徒歩2・3分、新宿大ガード経由）
  - 青梅街道（東京都道4号・東京都道5号、新宿大ガード経由）

### 北口
- 歌舞伎町

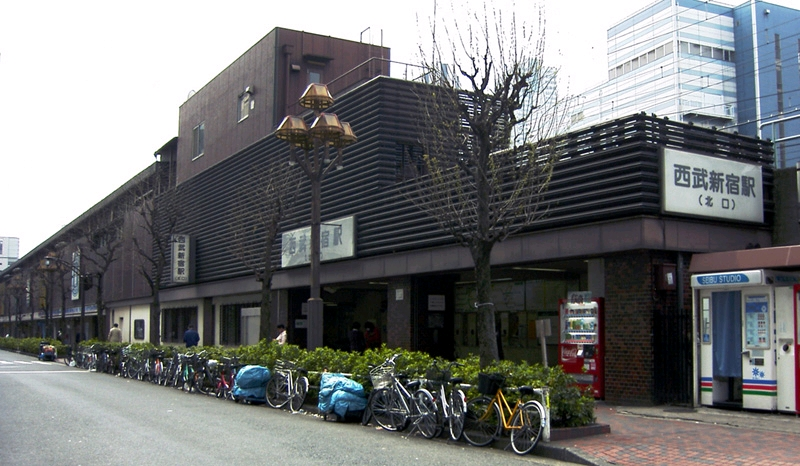
西武新宿駅 北口（2007年5月）

  - 東京都健康プラザ ハイジア（徒歩2 - 3分）
    - 東京都立大久保病院
    - 東急スポーツオアシス 新宿店
- 職安通り（都道302号支線）
  - 通り沿いはコリアタウン（朝鮮・韓国人街）となっている。
  - 都営大江戸線東新宿駅（徒歩12 - 13分・職安通り経由）
  - 新宿公共職業安定所（ハローワーク新宿） 歌舞伎町庁舎[注釈 2]
  - 新宿歌舞伎町郵便局
  - アパホテル〈東新宿 歌舞伎町タワー〉
- 東京都新宿都税事務所
- 新宿税務署
- 西新宿七郵便局
- 山手線新大久保駅（線路沿いを徒歩7 - 8分）

### バス路線
正面口靖国通り沿いの「歌舞伎町」と東急歌舞伎町タワー内バスターミナルの「東急歌舞伎町タワー」の二つのバス停留所がある。なお、この他の周辺停留所については「新宿駅のバス乗り場」および「新宿西口駅#バス路線」も参照のこと。

#### 歌舞伎町バス停
- 都営バス
  - 宿74：東京女子医大前行 / 新宿駅西口行
  - 宿75：東京女子医大前行・三宅坂行 / 新宿駅西口行
  - 白61：練馬車庫前行・練馬駅行 / 新宿駅西口行
  - 早77：早稲田行 / 新宿駅西口行（早稲田行は休日始発 - 18時のみ発着）
  - 品97：品川駅高輪口行 / 新宿駅西口行（休日のみ発着）

#### 東急歌舞伎町タワーバス停
- 羽田空港行（東急トランセ、東京空港交通）
- 成田空港行（東急トランセ、東京空港交通）
- 立山（室堂）行（東急トランセ、西武観光バス）※夏季期間運行[31]

## 付記
北口から正面口までの間の歩道には、アメリカ合衆国各地および西武グループの施設があるリゾート地の方角を示したタイルが埋め込まれている。その歩道に面して商業施設「アメリカン・ブルバード」が存在した（1980年開業。2016年に「Brick.st」としてリニューアル）。
当駅の敷地は狭く、本来は2線しか入らないはずだったが、現在の構造にする時に3線としたため、東側ホームの一部は直下の歩道上に張り出ている。
新宿駅を発着する他社線では丸ノ内線以外に当駅への乗り換え案内は行われていない。また新宿西口駅を発着する都営大江戸線も案内が行われる。

## 隣の駅
西武鉄道
 新宿線
- ■特急「小江戸」発着駅

■拝島ライナー・■快速急行（土休日下りのみ運転）・■通勤急行（到着列車のみ）・■急行・■準急・■各駅停車
西武新宿駅 (SS01) - 高田馬場駅 (SS02)
※拝島ライナーについては、当駅 - 高田馬場駅間のみの利用は不可。